# Knightia excelsa

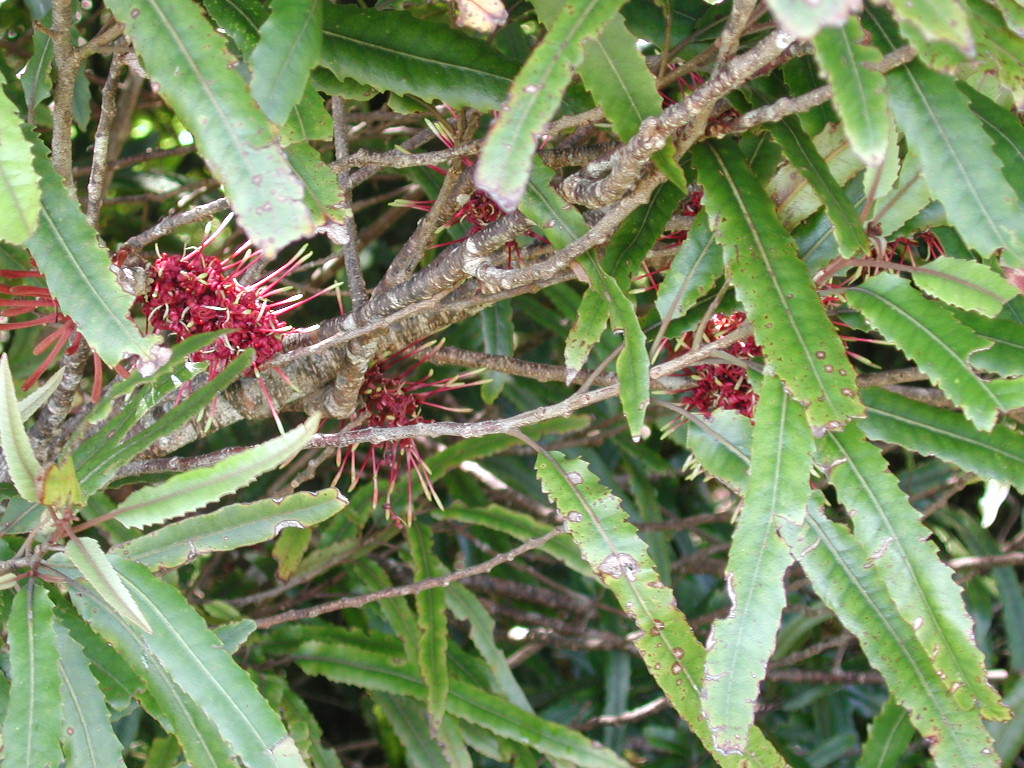
Rewarewa en flor.

Knightia excelsa, "rewarewa" en idioma maorí, o madreselva de Nueva Zelanda ("New Zealand honeysuckle" en inglés), es un árbol perennifolio endémico de los bosques y valles de baja elevación de Nueva Zelanda en la Isla del Norte y Marlborough Sounds. El rewarewa crece hasta 30 metros de altura, con una esbelta copa. Las hojas son alternadas, vellosas, estrechamente oblongas, 10 - 15 cm de largo y 2,5 - 3,5 cm de ancho, y sin estípulas. Las flores miden 2 - 3,5 cm de largo, rojas brillosas, y salen en racimos de 10 cm de largo.
Fue nombrada como "madreselva de Nueva Zelanda" por los primeros colonizadores europeos pero el nombre ha caído en desuso en preferencia por el nombre maorí. Las flores de rewarewa son una gran fuente para la producción de miel.